# Grottazzolina
Grottazzolina é uma comuna italiana da região dos Marche, província de Fermo, com cerca de 3.117 habitantes. Estende-se por uma área de 9 km², tendo uma densidade populacional de 346 hab/km². Faz fronteira com Belmonte Piceno, Fermo, Magliano di Tenna, Monte Giberto, Montottone, Ponzano di Fermo, Rapagnano.

## Demografia
| Variação demográfica do município entre 1861 e 2011                               |
|                                                                                   |
| Fonte: Istituto Nazionale di Statistica (ISTAT) - Elaboração gráfica da Wikipedia |